# Уманская швейная фабрика
Уманская швейная фабрика - промышленное предприятие в городе Умань Черкасской области Украины.

## История

### 1930е - 1991
Швейная фабрика была создана в ходе индустриализации 1930-х годов.
В ходе Великой Отечественной войны 21 июля 1941 года начались бои на подступах к городу, а с 1 августа 1941 года до 10 марта 1944 года город был оккупирован немецкими войсками. В период оккупации промышленные предприятия (в том числе, швейная фабрика) серьёзно пострадали, но в дальнейшем были восстановлены и возобновили работу.
В послевоенное время фабрика вошла в число передовых предприятий города. Так, в 1949 году кирпичный завод, швейная фабрика, обувная артель "Коопремонт" и артель имени 30-летия ВЛКСМ досрочно выполнили производственное задание четвёртого пятилетнего плана (1945 - 1950 гг.).
В октябре 1961 года швейная фабрика первым из всех предприятий города получила почётное звание "предприятие коммунистического труда".
В 1965 году орденами и медалями СССР были награждены 94 передовиков труда города Умани, наиболее отличившихся в выполнении семилетнего плана (одной из них стала работница швейной фабрики В. М. Орлова, награждённая орденом Ленина). В 1967 году за высокие производственные достижения швейная фабрика была награждена Красным знаменем.
В целом, в советское время Уманская швейная фабрика имени газеты "Правда" входила в число ведущих предприятий города.

### После 1991
После провозглашения независимости Украины государственное предприятие было преобразовано в закрытое акционерное общество.
В 2004 году была создана корпорация «Холдинг предприятий швейной промышленности „Украинская одежда“», в состав которой вошли пять предприятий лёгкой промышленности на территории Украины (корпорация предприятий лёгкой промышленности «Текстиль Украины», ОАО «Киевская лентоткацкая фабрика», Уманская швейная фабрика, Коростенская швейная фабрика, а также ОАО «Нега» из Симферополя), владельцами контрольного пакета акций которой стали белорусские бизнесмены Владимир Кондрашов и Александр Шутов. После того, как в конце 2006 года владельцем контрольного пакета акций Киевской лентоткацкой фабрики стала инвестиционная компания «Тект», начавшая вывод активов предприятия в ООО «Украинская лентоткацкая фабрика». В результате, возник конфликт хозяйственных интересов предприятий-участников холдинга и в октябре 2007 года холдинг «Украинская одежда» прекратил своё существование.
Начавшийся в 2008 году экономический кризис осложнил положение предприятия, в феврале 2010 года хозяйственный суд Черкасской области возбудил дело о банкротстве фабрики. 16 ноября 2010 года фабрика была признана банкротом и началась процедура её ликвидации.
В дальнейшем, фабрика была перерегистрирована как общество с ограниченной ответственностью и возобновила работу.
После начала эпидемии COVID-19, в марте 2020 года фабрика начала выпуск тканевых медицинских масок.